# Автошлях Т 1621
Автошля́х Т 1621 — колишній автомобільний шлях територіального значення в Одеській області. Проходив територією Любашівського та Савранського районів через Любашівку — Зеленогірське — Саврань. Загальна довжина — 52,4 км.

## Маршрут
Автошлях проходить через такі населені пункти:
| Автошлях Т 1621    |           |
| Одеська область    |           |
| Любашівський район |           |
| Любашівка          | E95 (М05) |
| Вишневе            |           |
| Солтанівка         |           |
| Зеленогірське      |           |
| Гвоздавка Друга    |           |
| Гвоздавка Перша    | Р75       |
| Савранський район  |           |
| Білоусівка         |           |
| Бакша              |           |
| Гетьманівка        |           |
| Саврань            | Т 0209Р54 |